# Jasminum multiflorum
El jazmín de estrella o Jasminum multiflorum es una especie de planta perteneciente a la familia Oleaceae. Es nativa de la India, cultivada en todos los trópicos. Se ha naturalizado en Queensland Australia.

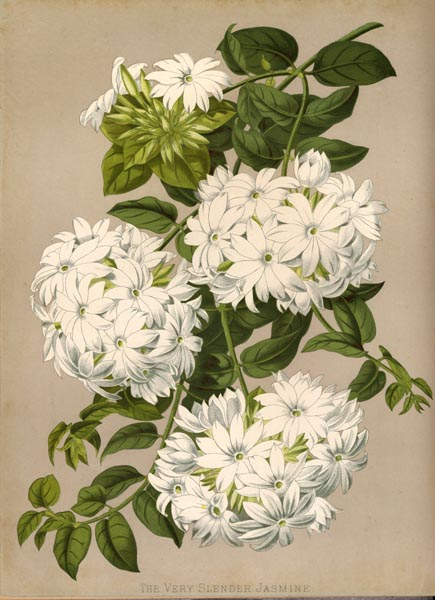
Ilustración

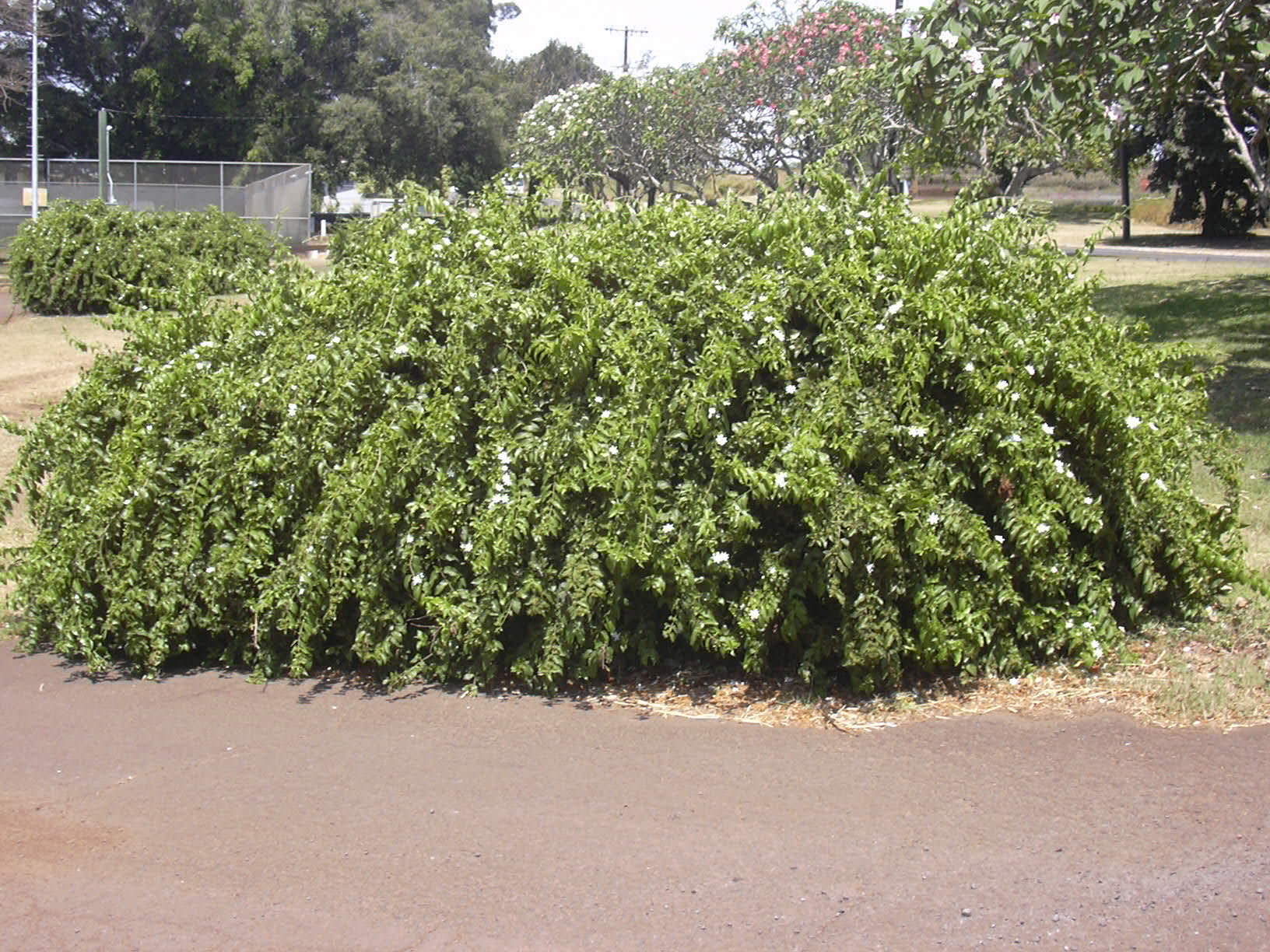
Vista de la planta

## Descripción
Alcanza un tamaño de 1–2 m de alto. Hojas simples, ovadas, de 3–7 cm de largo y 2–5 cm de ancho, ápice agudo y menudamente apiculado, base cordada a truncada, ligeramente seríceas en la haz, densa y suavemente seríceas en el envés. Inflorescencia cimosa terminal en los brotes laterales, con 3–30 flores amontonadas; cáliz densamente velloso, tubo 2–3 mm de largo, lobos 5–7, filiformes, 6–8 mm de largo; corola blanca, tubo 15–20 mm de largo, lobos 7 u 8, 7–20 mm de largo y 5–9 mm de ancho.

## Taxonomía
Jasminum multiflorum fue descrita por (Burm.f.) Andrews y publicado en Botanist's Repository, for new, and rare plants 8: pl. 496. 1807.
Sinonimia
- Jasminum congestum Buch.-Ham.
- Jasminum gracillimum Hook.f.
- Jasminum multiflorum f. pubescens (Retz.) Bakh.f.
- Jasminum pubescens (Retz.) Willd.
- Mogorium multiflorum (Burm.f.) Lam.
- Mogorium pubescens (Retz.) Lam.
- Nyctanthes multiflora Burm.f.
- Nyctanthes pubescens Retz.[4]